# И целого мира мало
«И це́лого ми́ра ма́ло» (англ. The World Is Not Enough) — девятнадцатый фильм бондианы (серии фильмов про вымышленного агента 007 британской разведки Джеймса Бонда, героя романов Яна Флеминга).
Роль Бонда в третий раз исполнил Пирс Броснан. Фильм был снят Майклом Эптедом по оригинальному сценарию, но ориентирован на классические ранние картины о Бонде.
К фильму был изготовлен одноимённый саундтрек группы Garbage.
Название фильма — «И целого мира мало» — перевод латинской фразы Orbis non sufficit, которая, как становится известно из романа «На секретной службе Её Величества» и его экранизации, является фамильным девизом Бондов.

## Сюжет
В начале фильма 
М отправляет агента 007 Джеймса Бонда на очередное задание — встретиться в Бильбао с банкиром, через которого некто согласился вернуть Роберту Кингу (крупному британскому бизнесмену, строившему нефтепровод из Азербайджана через Грузию и Турцию в обход России) деньги, которые тот уже заплатил за украденный отчёт из российского Министерства обороны о террористах, помышляющих взорвать его нефтепровод. Этот отчёт был украден у агента МИ-6, которого из-за этого убили. Бонд требует от банкира назвать имя того, но тот отказывается. Начав действовать силой, Бонд, приставив пистолет к голове банкира, заставляет назвать имя, и тот соглашается это сделать в обмен на защиту, но его тут же убивают броском ножа в спину. Бонд не успевает догнать убийцу, а в это время один из охранников хочет задержать или убить Бонда, но того расстреливает какой-то снайпер через окно. Бонд бежит от испанской полиции.
Джеймс Бонд доставляет деньги в штаб-квартиру МИ-6 в Лондоне, где их забирает Роберт Кинг. Обсуждая с M, почему же ему дали так спокойно уйти с деньгами, Бонд обнаруживает на руке странную химическую реакцию при контакте с водой. Бонд бежит в хранилище, чтобы предупредить Кинга, но опаздывает. Вещество, которым были пропитаны деньги, вызывает мощнейший взрыв, отчего Кинг погибает на месте, а в стене здания образуется огромная дыра. Выглянув в неё, Бонд видит на реке снайпершу в лодке. Хватая катер Q, Бонд бросается в погоню. В конечном итоге террористка взрывает себя на воздушном шаре, не пожелав сдаться в руки британской разведки, а Бонд падает с огромной высоты и получает травму — вывих ключицы.
Бонда отстраняют от дела из-за травмы, но благодаря хорошим любовным связям с врачом, ему всё-таки удаётся получить разрешение. Анализируя данные, Бонд узнает что когда-то Электра Кинг, дочь Роберта была похищена. Он замечает, что сумма, которую ему передал банкир, в точности равна сумме выкупа, которую требовали террористы за Электру. Значит, к этому делу причастен тот самый террорист, Ренард, который и похищал её.
В шотландском отделении МИ-6 специалисты рассказывают, что Ренард был ранен в голову из пистолета. Эта рана смертельная, но Ренард умрёт не сразу, а до этого времени у него будут отключаться нервы и чувства, и он будет всё сильней. Там же, в Шотландии, Q говорит Бонду, что уходит в отставку, и показывает своего преемника, которого Бонд в шутку назвал следующей буквой алфавита — R. Тот даёт Бонду куртку-палатку и модифицированный BMW Z8 для выполнения миссии.
Бонд отправляется в Азербайджан, где знакомится и сближается с Электрой. Они вместе катаются на горных лыжах по горам Кавказа, где на них нападают террористы, но Бонд успешно отбивается от них. Затем он приходит в казино Валентина Жуковского в Баку и пытается узнать информацию о бандитах, пытавшихся убить его и Электру в горах. В это время сама Электра проигрывает миллион долларов со счета своего отца в казино Жуковского. Бонд удивлен такой расточительностью богатой наследницы. Он проводит расследование, в течение которого понимает, что Электра Кинг на самом деле заодно с Ренардом, которого полюбила за время своего пребывания в плену. В ту же ночь Ренард убивает доктора-атомщика Михаила Аркова, который отвечал за ликвидацию Бонда в горах и провалил задание. Он приказывает начальнику охраны Электры Кинг Давидову занять место убитого Аркова и лететь на базу межконтинентальных ядерных ракет в Казахстане.
Ускользнув с виллы Электры, Бонд обнаруживает машину Давидова с трупом доктора Аркова в багажнике. Давидов приезжает на аэродром, где его убивает Бонд и забирает документы для допуска на военную базу. Ренард похищает плутониевую бомбу с военной базы в Казахстане, убив множество военных и Бонд прибегает к помощи учёного-атомщика, доктора Кристмас Джонс. Они понимают планы Электры: взорвать одной половиной бомбы свой нефтепровод, перешедший ей по наследству, а второй — пролив в Стамбуле, чтобы нефть могли перегонять только по её трубопроводу. Бонд и доктор Джонс демонтируют плутоний со взрывного устройства, но не дезактивируют бомбу, подорвав нефтепровод и инсценировав собственную смерть. Решив, что 007 мертв, Электра убивает охрану М, берет ее в заложники и скрывается в Стамбуле, поселившись в Девичьей башне. Для организации взрыва в Стамбуле Ренард и Электра решают устроить взрыв плутония в реакторе атомной подводной лодки, многократно усилив мощность заражения. Бонду и Джонс помогает русский мафиози Валентин Жуковский, которого Электра Кинг пытается убить на Нефтяных Камнях. Он рассказывает, что у Электры запланирована встреча с племянником Жуковского, который является капитаном атомной подводной лодки и одновременно занимается перевозкой контрабанды для дяди и Электры Кинг. Люди Ренарда убивают команду подводной лодки отравленной едой и выпивкой, чтобы беспрепятственно подорвать судно на дне Босфора. В это время М удается послать сигнал с передатчика в офис ФСБ в Стамбуле, где Бонд, доктор Джонс и Жуковский пытаются вычислить местонахождение Электры Кинг. Пытаясь помешать им добраться до Электры и Ренарда, телохранитель Жуковского устраивает взрыв, который уничтожает офис ФСБ. Жуковский тяжело ранен, а 007 и доктор Джонс захвачены людьми Электры, которые отвозят заложников в Девичью башню.
Электра решает убить Бонда при помощи гарроты, а доктора Джонс она отправляет на борт подлодки, чтобы ту убило ядерным взрывом. Она почти убивает 007, но в это время приплывает Жуковский со своими людьми и убивает охрану Электры. Тот замечает фуражку племянника и требует вернуть ее, но Электра стреляет в Валентина. Умирающий Жуковский освобождает Бонда, выстрелив из трости в оковы рук на гарроте. 007 освобождается и убивает Электру, а затем прыгает в море, чтобы проникнуть на борт подлодки. Во время битвы с людьми Ренарда Бонд выводит органы управления подлодки из строя, отчего та ложится на дно. Ренард запирается в реакторе, но Бонд проникает туда через аварийный люк. В завязавшейся драке Бонд едва не погибает от рук Ренарда, но предотвращает ядерную катастрофу, пробивая Ренарда плутониевым стержнем и убив его. Бонд и доктор Джонс покидают лодку через торпедный люк, которая затем взрывается от избытка водорода.
МИ-6 пытается найти 007 в Стамбуле, который занимается любовью с доктором Джонс на крыше здания.

## В ролях
| Актёр                  | Роль                                   |
| ---------------------- | -------------------------------------- |
| Пирс Броснан           | Джеймс Бонд                            |
| Софи Марсо             | Электра Кинг                           |
| Дениз Ричардс          | доктор Кристмас Джонс                  |
| Роберт Карлайл         | Виктор "Ренард" Зокас                  |
| Джуди Денч             | M                                      |
| Робби Колтрейн         | Валентин Жуковский                     |
| Саманта Бонд           | мисс Манипенни                         |
| Десмонд Ллевелин       | Q                                      |
| Джон Клиз              | R                                      |
| Мария Грация Кучинотта | сигарница Джульетта да Винчи           |
| Ульрих Томсен          | Саша Давыдов                           |
| Майкл Китчен           | Билл Таннер                            |
| Колин Сэмон            | Чарльз Робинсон                        |
| Серена Скотт Томас     | доктор Молли Уормфлэш                  |
| Джон Серу              | телохранитель Электры Габор            |
| Дэвид Колдер           | сэр Роберт Кинг                        |
| Клод-Оливер Рудольф    | полковник Акакиевич                    |
| Джефф Натталл          | доктор Арков                           |
| Клиффорд Джозеф Прайс  | мистер Бульон «Бык»                    |
| Шон Кронин             | подручный Ренарда (в титрах не указан) |
| Мартин Льюис           | диктор новостей                        |
| Патрик Малахайд        | банкир Лачейс                          |
| Дез Кроуфорд           | грабитель казино                       |
| Кристин Адамс          | девушка в казино (в титрах не указана) |
| Майкл Дж. Уилсон       | мужчина в казино (в титрах не указан)  |

Колтрейн и Карлайл ранее снимались вместе в сериале «Метод Крекера», но в этом фильме они не делят экранное время.

## Саундтрек
«The World Is Not Enough» — заглавная музыкальная тема. Записана в 1999 году шотландской альтернативной рок-группой Garbage. Песня была написана композитором Дэвидом Арнольдом.

## Критика
Несмотря на противоречивые отзывы критиков, фильм собрал в мировом прокате 361 млн долларов.

## Съёмки

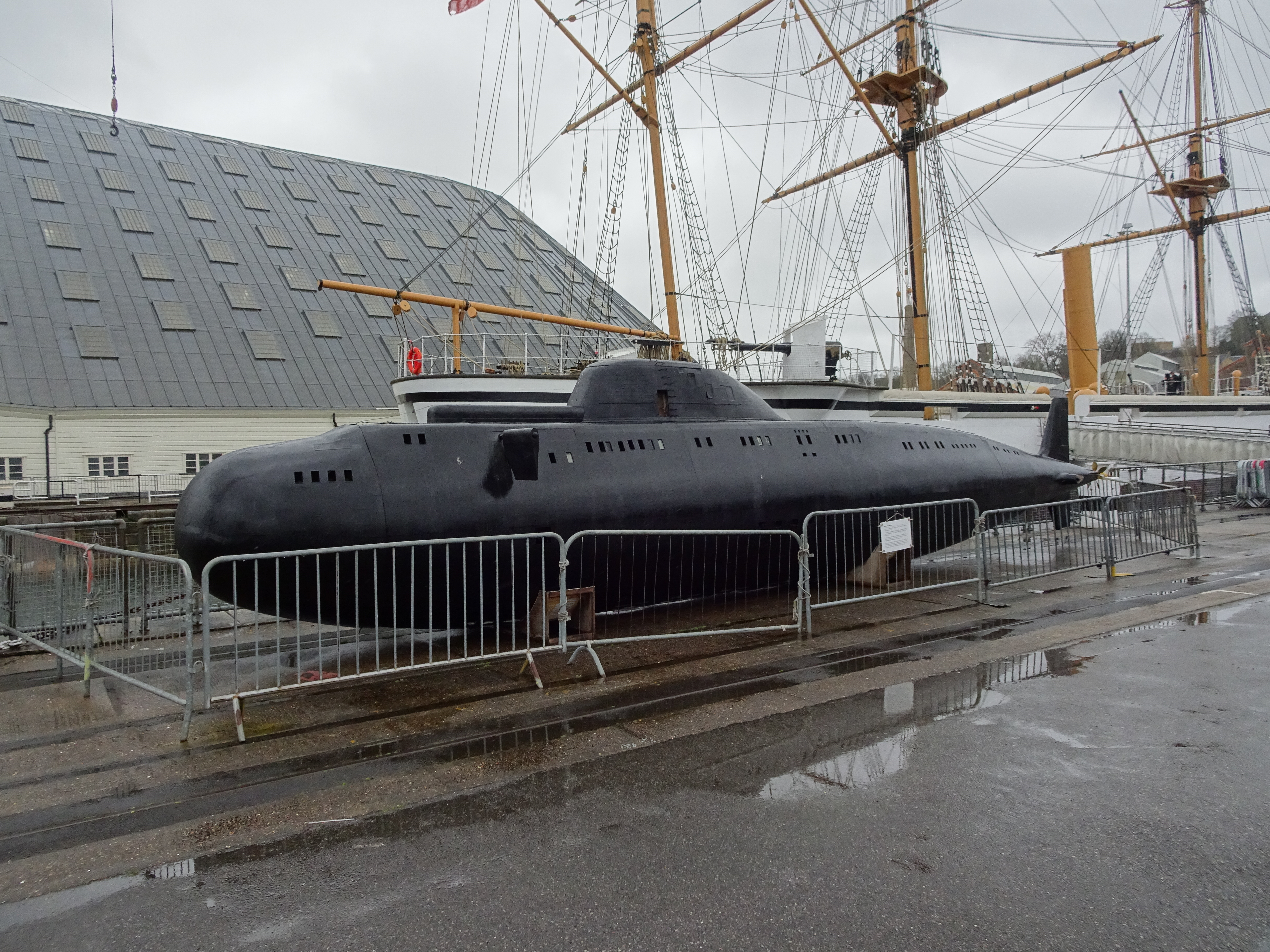
Модель атомной подводной лодки, использованная при съёмках фильма

Сцена, где Бонд впервые появляется в Азербайджане (едет на своём BMW Z8 в районе нефтяных вышек), снималась в посёлке Биби-Эйбат. Битва Бонда и Жуковского против киллеров, посланных Электрой Кинг, была снята на Нефтяных Камнях. Джеймс Бонд перемещается на автомобиле BMW Z8. Для съёмок была специально построена модель советской атомной подводной лодки типа Victor. В картине появляется знаменитый замок Эйлин-Донан, который играет роль шотландской штаб-квартиры службы МИ-6.
«И целого мира мало» — первый фильм, использовавший технологию объёмного звучания Dolby Digital EX 6.1. 
Фильм стал последней работой Десмонда Ллевелина, который исполнял роль Q с 1963 года («Из России с любовью»). В этом фильме Q представляет Бонду своего преемника (актёр Джон Клиз), которого Бонд в шутку называет R (следующая буква английского алфавита). Ллевелин погиб в автокатастрофе в декабре 1999 года.
Строящийся в фильме большой нефтепровод, прокладываемый для доставки каспийской нефти на Запад — через Азербайджан, Грузию и Турцию в обход Ирана и России, существует на самом деле. Это нефтепровод Баку — Тбилиси — Джейхан. Казино «L’Or Noir» (фр. Чёрное золото), куда приходит Джеймс Бонд, расположено, согласно сценарию, в Баку. Однако за год до выхода фильма в самом Азербайджане был запрещён игорный бизнес. Сцены в казино были сняты на территории клуба офицеров на авиабазе британских ВВС.

## Награды
- 1999 — Премия «Bogey Award in Gold» за лучший фильм
- 2000 — Номинация на премию «Сатурн» за лучший фильм
- 2000 — Премия «BMI Film Music Award» за лучшую музыку к фильму (Дэвид Арнольд)
- 2000 — Премия «Blockbuster Entertainment Award» лучшему актёру (Пирс Броснан)
- 2000 — Номинация на премию «Blockbuster Entertainment Award» лучшей актрисе (Дениз Ричардс)
- 2000 — Номинация на премию «Blockbuster Entertainment Award» лучшей актрисе второго плана (Софи Марсо)
- 2000 — Премия «Golden Screen» за лучший фильм
- 2000 — Номинация на премию «Golden Slate» за лучшие визуальные эффекты
- 2000 — Премия «Empire Award» лучшему актёру — Пирс Броснан
- 2000 — Номинация на премию «Sierra Award» за лучшую песню — «The World Is Not Enough»
- 2000 — Номинация на премию «Golden Reel Award» за лучший монтаж звука
- 2000 — Номинация на премию «Golden Satellite Award» за лучшую песню — «The World Is Not Enough»
- 2000 — Премия «Золотая малина» за худшую женскую роль второго плана — Дениз Ричардс
- 2000 — Номинация на антипремию «Золотая малина» за худшую экранную пару — Пирс Броснан и Дениз Ричардс

## Книга по фильму
В 1999 году Раймонд Бенсон написал одноимённый кинороман И целого мира мало.